# دشيشة
الدشيشة وتسمى أيضا شربة الشعير، وهي أكلة معروفة في المغرب، تونس،وكذا في ليبياو الجز. ويتم إعدادها من الشعير بعد أن يتم طحنه وتحويله إلى حبات خشنة. وتستهلك خاصة في شهر رمضان. وإذا كانت في الماضي تدخل ضمن مكونات العولة التي تعدها النساء سنويا، فقد قامت بعض المعامل في العقود الأخيرة بتصنيعها وعرضها للمستهلكين تحت تسميات مختلفة من بينها تشيش أو شربة فريك<فريك معناه مدشش في اللهجة المحلية الجزائرية> وهما من التسميات التي تعرف بهما في مناطق أخرى من البلاد التونسية.
وفي الجزيرة العربية يحرص أهالي محافظة خيبر التي تقع في الجهة الشمالية الغربية من السعودية، وتتبع إدارياً منطقة المدينة المنورة، على المحافظة على موروثهم الشعبي القديم من المحاصيل الزراعية التي مازالت حاضرة حتى وقتنا الحالي ومنها "الدشيشة "، وتسمى أيضاً شوربة الشعير، حيث لازالوا يمارسون الطرق التقليدية في زراعتها وتحضيرها وطهيها وتقديمها على مائدة الطعام، خاصةً في شهر رمضان. 